# Neubrandenburg (Gemälde)
Neubrandenburg, auch Neubrandenburg im Morgennebel, ist ein um 1816 entstandenes Gemälde von Caspar David Friedrich. Das Bild in Öl auf Leinwand im Format 91 cm × 72 cm befindet sich im Pommerschen Landesmuseum in Greifswald.

## Bildbeschreibung
Das Gemälde zeigt die Silhouette der Stadt Neubrandenburg von Nordwesten her gesehen mit Blick auf das Friedländer Tor. Im Hintergrund erhebt sich ein Bergzug. Vor der mittelalterlichen Stadtbefestigung und dem Eichenwall erstreckt sich eine konkav gemalte Wiesenfläche. Im Vordergrund stehen zwei Wanderer in altdeutscher Tracht auf dem Weg, der zur Stadt führt, und beobachten den Sonnenaufgang. Die Haltung der beiden Männer lässt vermuten, dass der linke Wanderer dem rechten die Aussicht erklärt. Am Himmel ist ein Vogelzug zu sehen. Die Wanderer stehen rechts von einem mannshohen Findling, umgeben von herbstlichen Sträuchern und einer Reihe von nach Süden aneinandergereihten Hünengräbern. Auf der Höhe der Stadt befindet sich am rechten Bildrand ein Kiefernwäldchen.

## Bild und Natur

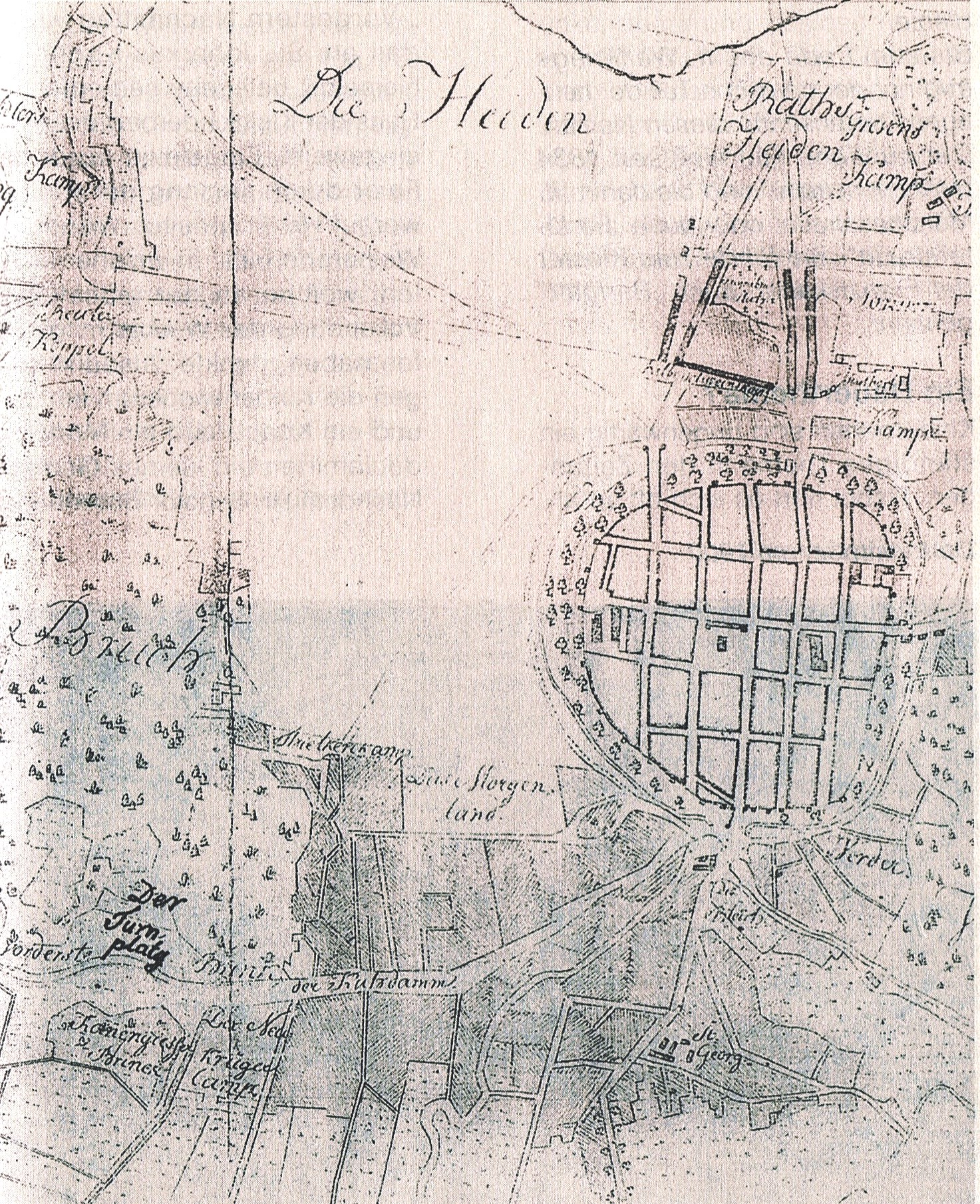
Karte der Stadt Neubrandenburg von 1820 mit der nördlichen Umgebung

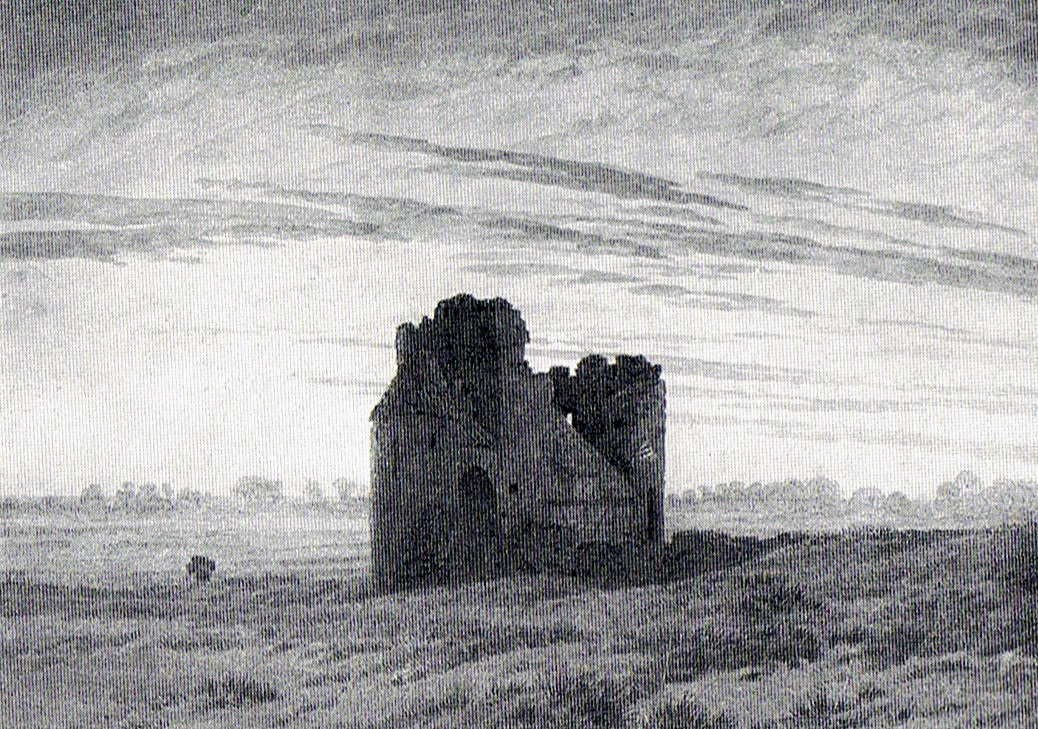
Caspar David Friedrich: Kirchenruine in Wiesenlandschaft, um 1835

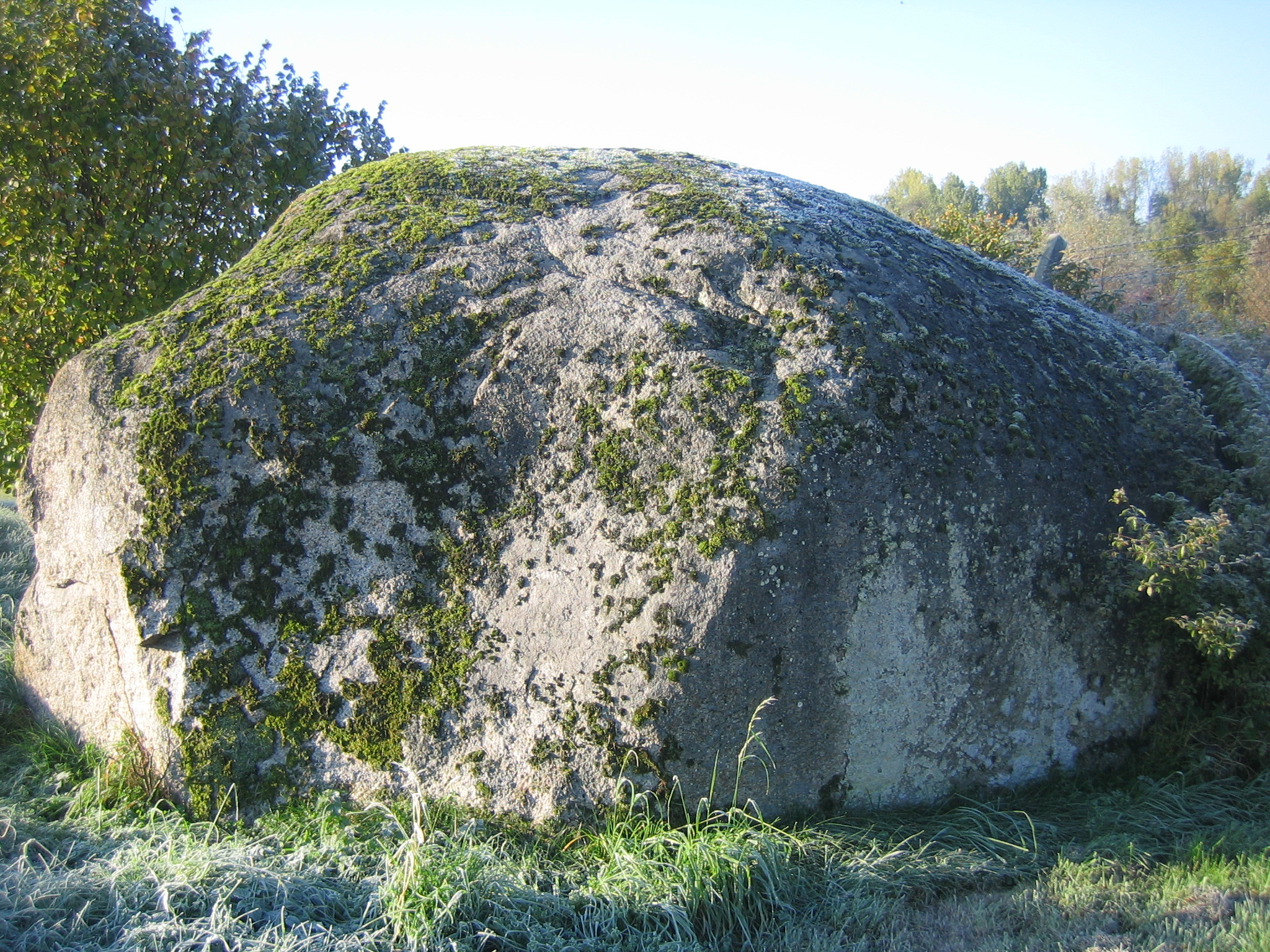
Krappmühlenstein

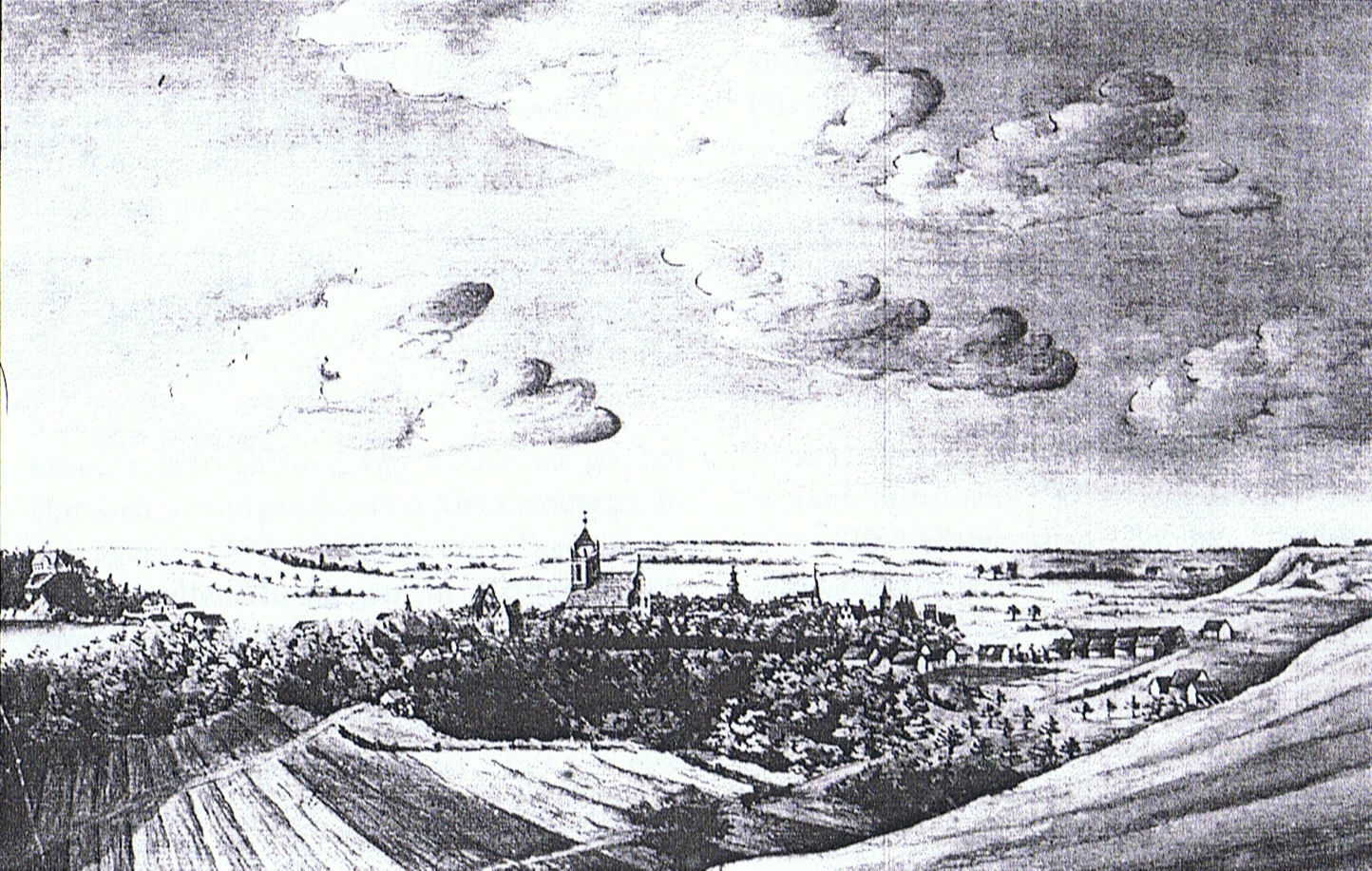
Carl Gotthold Heinrich Arndt: Neubrandenburg, 1775

Bei diesem Bild weicht der Maler im Vergleich zu anderen von ihm gefertigten Stadtansichten erheblich von den Gegebenheiten der Natur ab. Die Situation des Landschaftsraumes um 1815 ist durch das sich nordwestlich hinter der Stadtmauer erstreckende freie Grasland, genannt „Die Heiden“, und die genaue Lage des im Norden der Stadt befindlichen Friedländer Tores aufgenommen. Das belegt eine Karte von Neubrandenburg von 1820. Auch die Anlage des Weges, auf dem die Wanderer stehen und der zum Friedländer Tor führt, entspricht den historischen Gegebenheiten. Die Marienkirche ist in der Hauptachse mit einer leichten Drehung gegen den Uhrzeigersinn dargestellt. Der Maler hat den Turm der Marienkirche, die bis 1842 eine barocke Haube trug, im Bild mit einer über zwei Geschosse reichenden gotischen Spitze ausgestattet. Zwei weitere Sakralbauten sind Fantasiearchitekturen. 
Der Berg im Hintergrund ist eine freie Zutat, wenngleich aus der gezeigten Position das hinter der Stadt südlich ansteigende Gelände erhöht wahrzunehmen war, verortet man die Malerposition auf dem Datzeberg. Hünengräber am westlichen Rand „Der Heiden“ gab es nicht. Bei dem ins Bildzentrum gerückten Findling handelt es sich vermutlich um einen Stein von der Krappmühle, etwa drei Kilometer von diesem Standort entfernt.

## Bilddeutung
Die wesentlichen Deutungen des Bildes argumentieren aus religiösen, architekturgeschichtlichen und biografischen Überlegungen. Helmut Börsch-Supan erkennt die gotische Stadt als Sinnbild christlicher Jenseitsverheißung, entlaubtes Gebüsch und die Hünengräber als Todessymbole. Die Wanderer sind somit am Ziel ihrer Lebenswanderung angekommen. Das Jenseits-Thema bezieht sich u. a. auf den fälschlicherweise auf einen im Bild angenommenen Sonnenuntergang. Gerhard Eimer sieht in dem Motiv Friedrichs Vorstellung vom Idealbild einer norddeutschen Stadt, der „Apotheose Neubrandenburgs“ und prägte damit lange Zeit die Sichtweise auf das Gemälde. Nach Werner Hofmanns Ansicht sind Friedrichs Stadtansichten „Material für poetische Paraphrasen, deren Ort im Nirgendwo ist“.

## Entstehungszeit
Die Datierung des Bildes wird vor allem durch die Malweise im Zeitraum zwischen 1815 und 1817 angesetzt. Durch die altdeutsche Tracht der Wanderer ist dem Gemälde eine politische Aussage mitgegeben, die sich auf das Stadtmotiv bezieht. Möglicher Hintergrund kann die Rügenreise sein, die Friedrich 1815 zusammen mit dem Dresdner Münzbeamten Benjamin Friedrich Gotthelf Kummer unternahm. Als die beiden Wanderer Anfang Juli in Neubrandenburg ankamen, befand sich die Stadt im patriotischen Freudentaumel. Am 1. Juli war die Nachricht vom Sieg über die Truppen Napoleons am 18. Juni in der Schlacht bei Waterloo eingetroffen. Bereits im März hatte die Gedenkfeier für die Bürger Neubrandenburgs stattgefunden, die gegen Napoleon kämpften. Friedrich und Kummer verbanden die Ereignisse der Befreiungskriege. Der Maler wurde während des Einmarsches der französischen Truppen in Dresden 1813 von Kummers Familie in Krippen in der Sächsischen Schweiz aufgenommen.

## Biografischer Ort
In Neubrandenburg wurden Caspar David Friedrichs Eltern, Adolph Gottlieb Friedrich und Sophie Dorothe Bechly, geboren. Neben einer weitläufigen Verwandtschaft lebten 1815 dort sein Bruder Johann Samuel als Schmied und vor den Toren der Stadt in Breesen die Schwester Catharina Dorothea. Seit seinen Kindertagen bis zuletzt 1818 hielt sich Friedrich immer wieder in Neubrandenburg auf. Ein großer Teil des Werkes bezieht sich auf die Gegend des vor der Stadt liegenden Tollensesees. Eine besondere Beziehung hatte der Maler zum Pastor der Marienkirche, Franz Christian Boll, der mehrfach in Bildern des Malers dargestellt ist. Wenn einmal keine Post aus Neubrandenburg nach Dresden kam, war Friedrich enttäuscht, wie er seinem Loschwitzer Tagebuch unter dem 5. August 1803 anvertraute.

„Ich kann nicht begreifen wie es kommen mag, daß ich keine Briefe aus [Neu-]Brandenburg erhalte.“

## Skizzen
Für den Findling im Vordergrund (Stein von der Krappmühle) wurde die Skizze vom Gützkower Hünengrab vom 19. Mai 1809 eingesetzt. Die Rügener Hügellandschaft mit zerfallenem Großsteingrab. 1. Juli 1806, ist im Mittelgrund rechts verwendet. Der Gebirgszug im Hintergrund geht auf eine Skizze aus dem Jahr 1804 zurück. Zur Stadtsilhouette gibt es eine verschollene Zeichnung, die jedoch einer skizzierten Stadtsilhouette von Carl Gustav Carus ähnelt. 

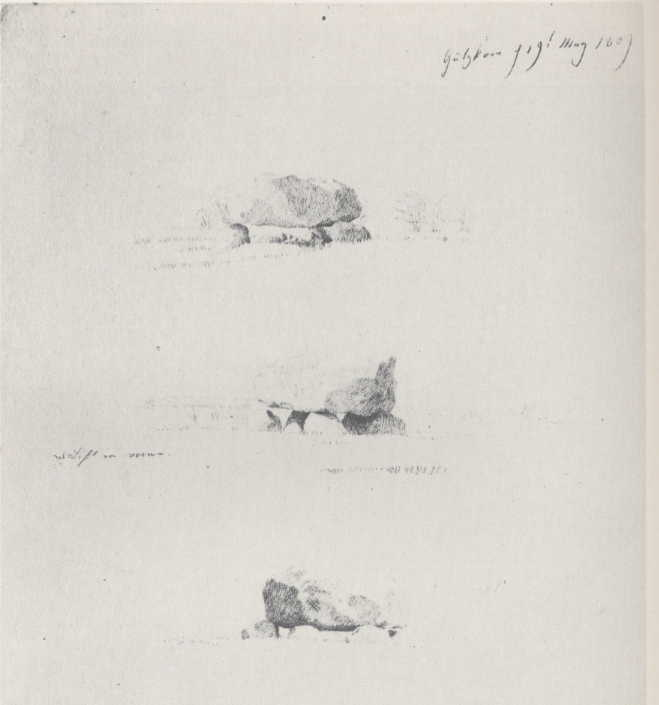
Caspar David Friedrich: Hünengrab bei Gützkow, 1809
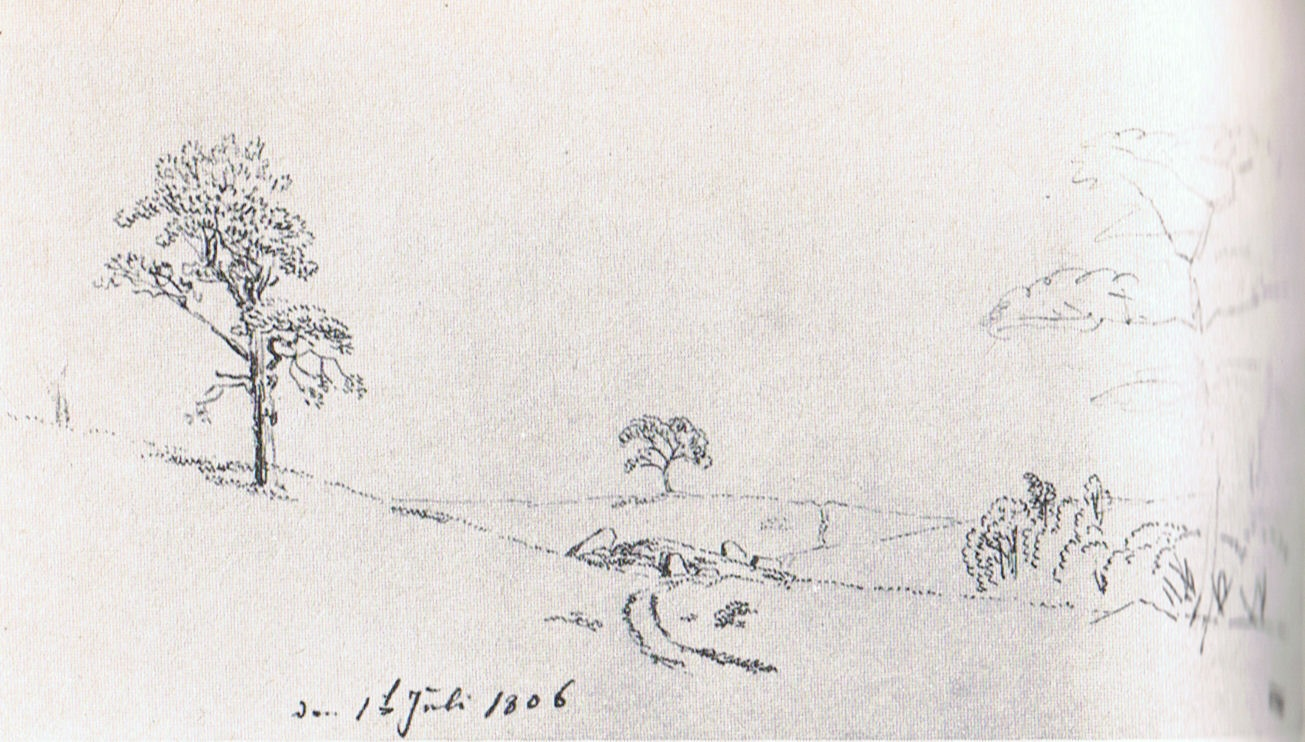
Caspar David Friedrich: Rügener Hügellandschaft mit zerfallenem Großsteingrab, 1. Juli 1806
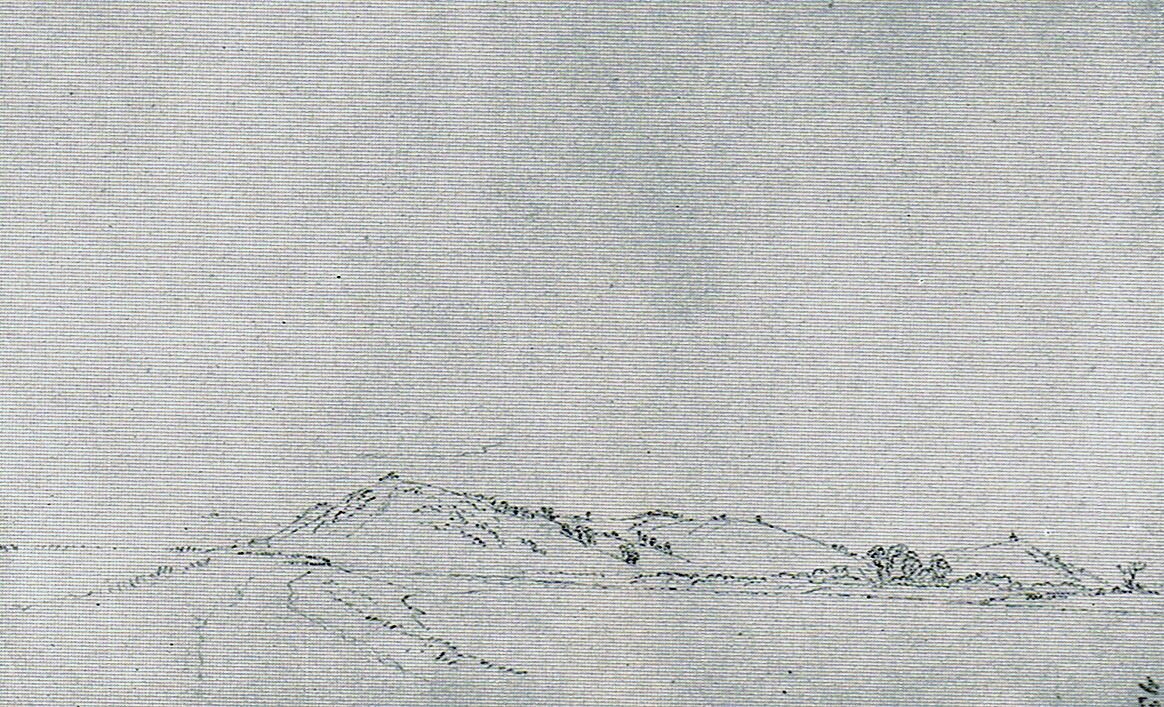
Caspar David Friedrich: Gebirgszug, 1804
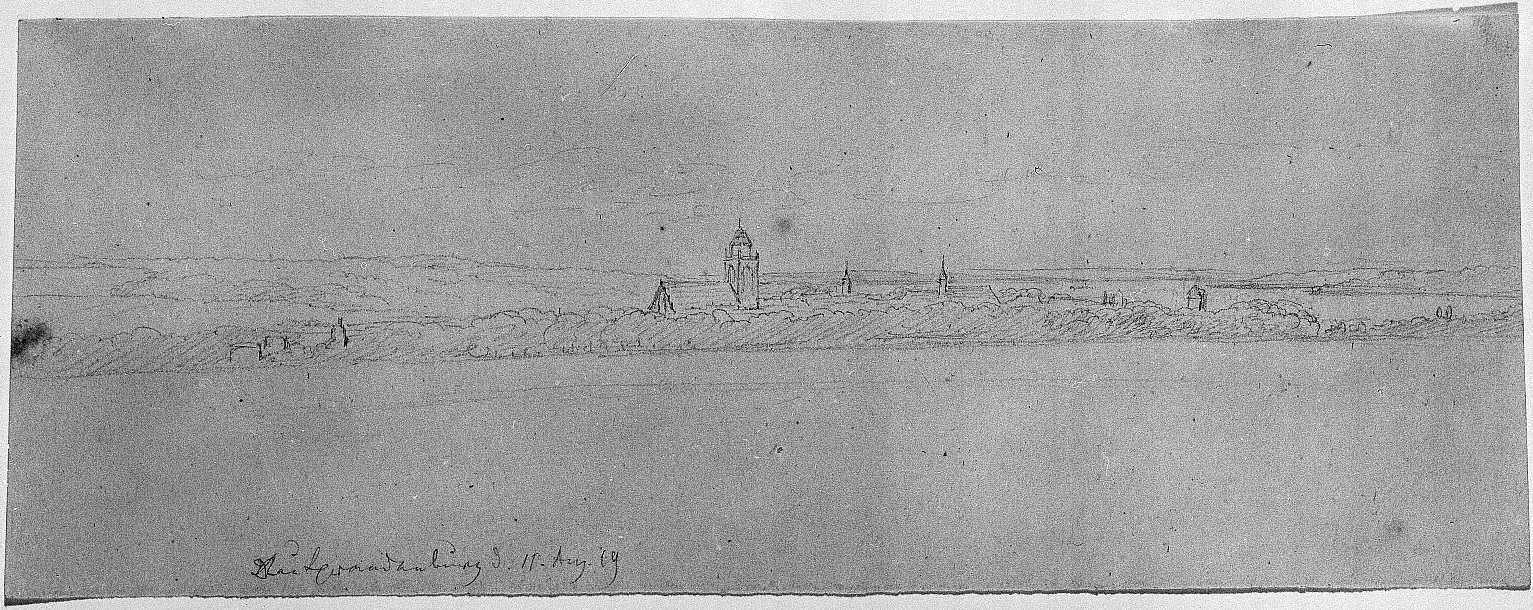
Carl Gustav Carus: Ansicht von Neubrandenburg, 1819

## Provenienz
Das Gemälde befand sich bis 1900 in der Sammlung des Greifswalder Kaufmanns Langguth, eines Verwandten Friedrichs. Um 1928 wurde das Bild vom Städtischen Museum Stettin erworben und war von 1945 bis 1970 in der Stettiner Gemäldesammlung auf der Veste Coburg deponiert, danach im Bestand der Stiftung Pommern in Kiel, seit 1999 mit der Auflösung der Stiftung in der Gemäldesammlung des Pommerschen Landesmuseums Greifswald.

## Gemäldekopie
Der Greifswalder Maler und Friedrich-Schüler Johann Friedrich Boeck fertigte eine kopiemäßige Replik des Bildes an, die bis 1900 ebenfalls zur Sammlung Langguth gehörte und sich heute in Privatbesitz befindet.

## Pendant

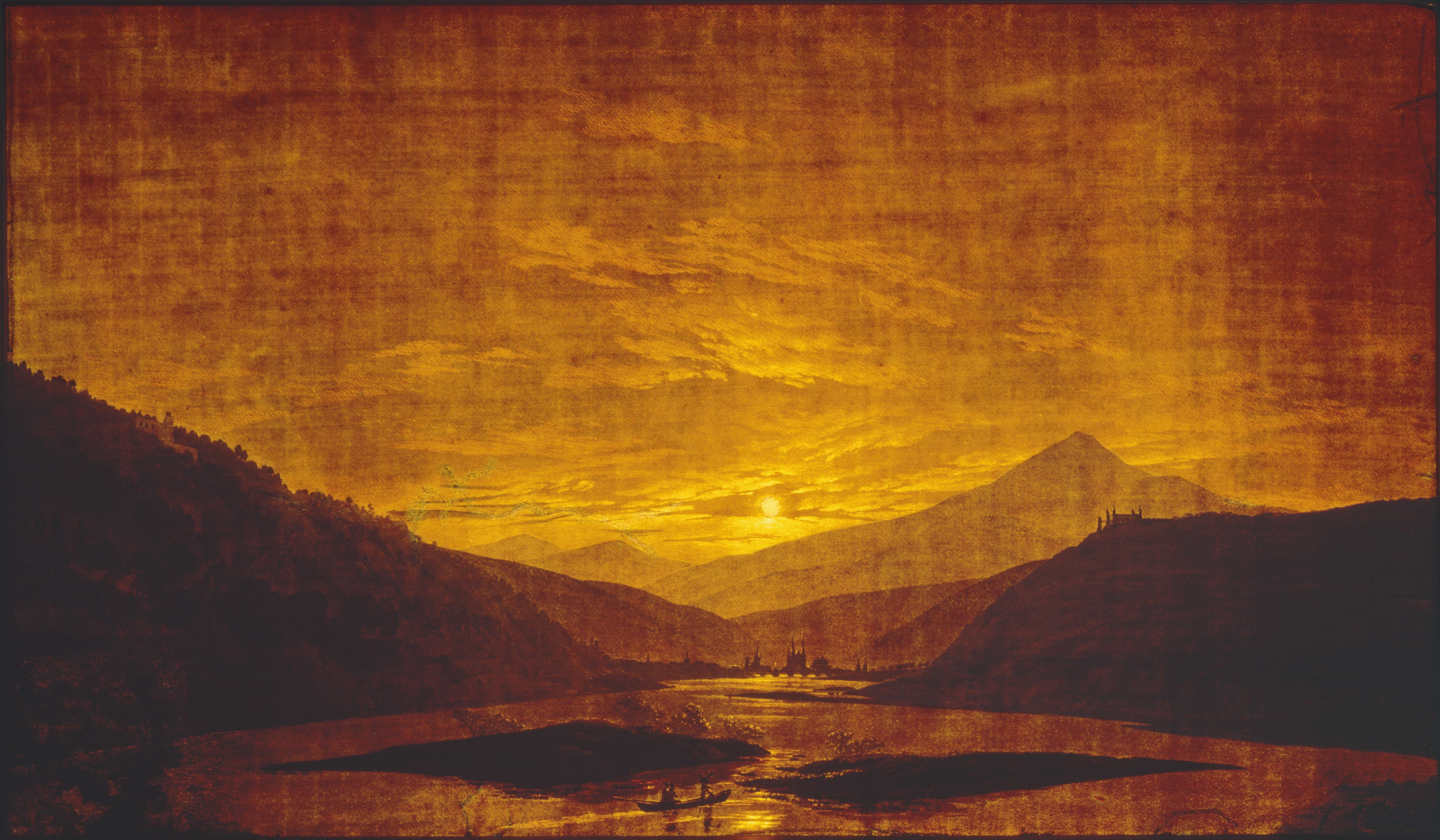
Caspar David Friedrich: Gebirgige Flusslandschaft, 1830–1835

Thematisch passt zu dem Gemälde Neubrandenburg eine dem Alterswerk zwischen 1830 und 1835 zuzuordnende Transparentmalerei mit dem Titel „Gebirgige Flusslandschaft am Morgen und bei Nacht (Nacht)“. Das Transparent ist doppelseitig bemalt. Um die Nachtszene zu besichtigen, muss das Bild von hinten beleuchtet werden. Wegen der im Vordergrund dargestellten Doppelinsel, die um 1800 zwischen dem Südende des Tollensesees und der Lieps existierte, kann man die am Ende des Tals erkennbare gotische Stadtsilhouette als die Neubrandenburgs deuten. Hier ist das verklärende Moment durch die Fantasiearchitektur und die Bildstimmung noch einmal gesteigert und bestätigt die emotional geprägte Haltung des Malers zu diesem Ort.

## Städtebilder
Neubrandenburg erscheint verklärt oder brennend. Dresden wird in den Bildkompositionen vorzugsweise hinter einen Hügel oder Bretterzaun gestellt. Meist kann man bei diesen Bildern Naturtreue unterstellen. 
Eine zweite Gruppe von Bildern zeigt im Tiefenraum traumhafte Fantasiestädte, wie bei den Gemälden Gedächtnisbild für Johann Emanuel Bremer oder Auf dem Segler. 
Eine dritte Gruppe setzt Bildgestalten des Vordergrundes in ein symbolisches Verhältnis zu einer Stadt im Hintergrund wie bei dem Gemälde Die Schwestern auf dem Söller am Hafen. Durch identifizierbare Bildelemente kann man in diesem Fall eine reale Stadt zuordnen. 

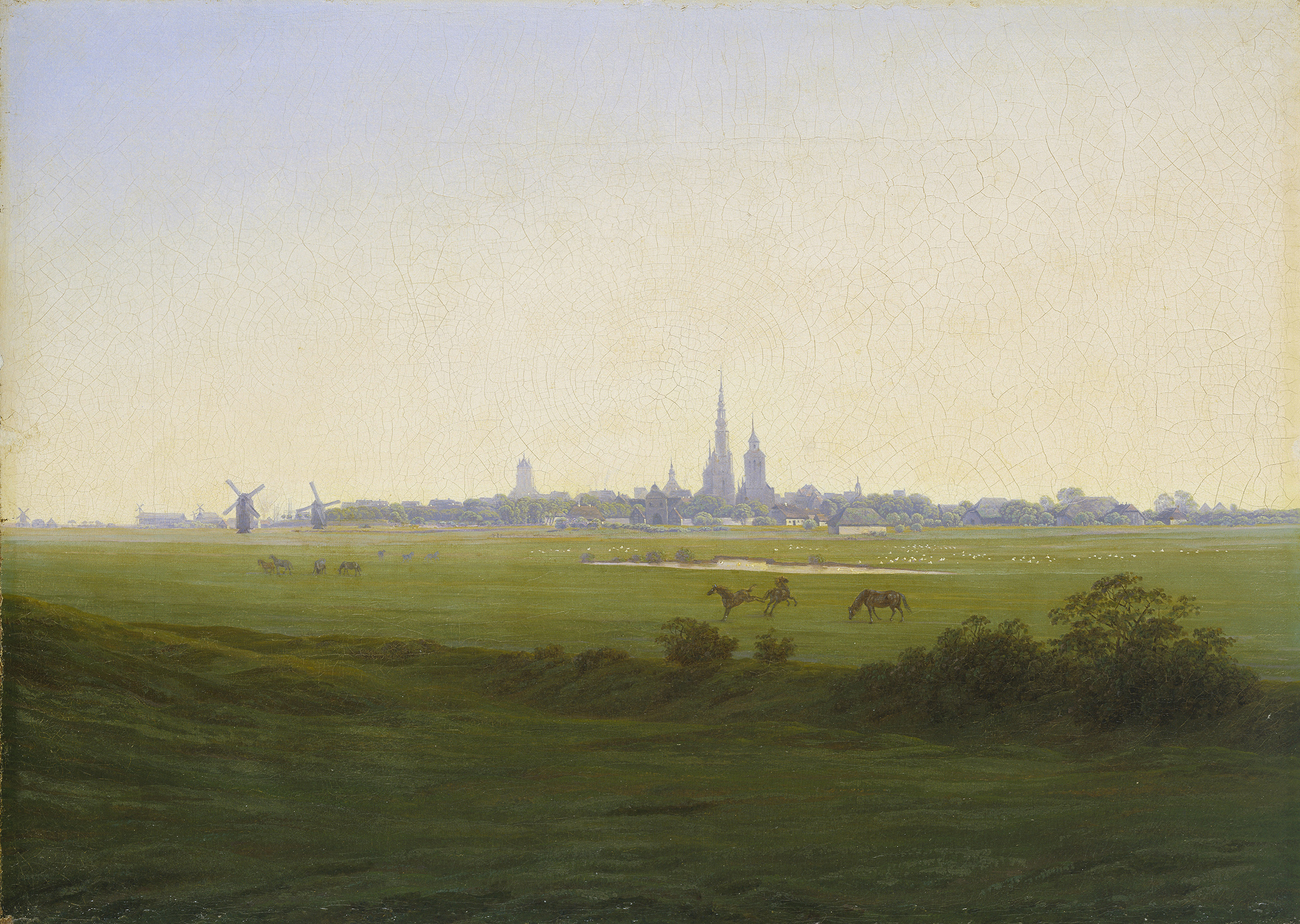
Caspar David Friedrich: Wiesen bei Greifswald, um 1820
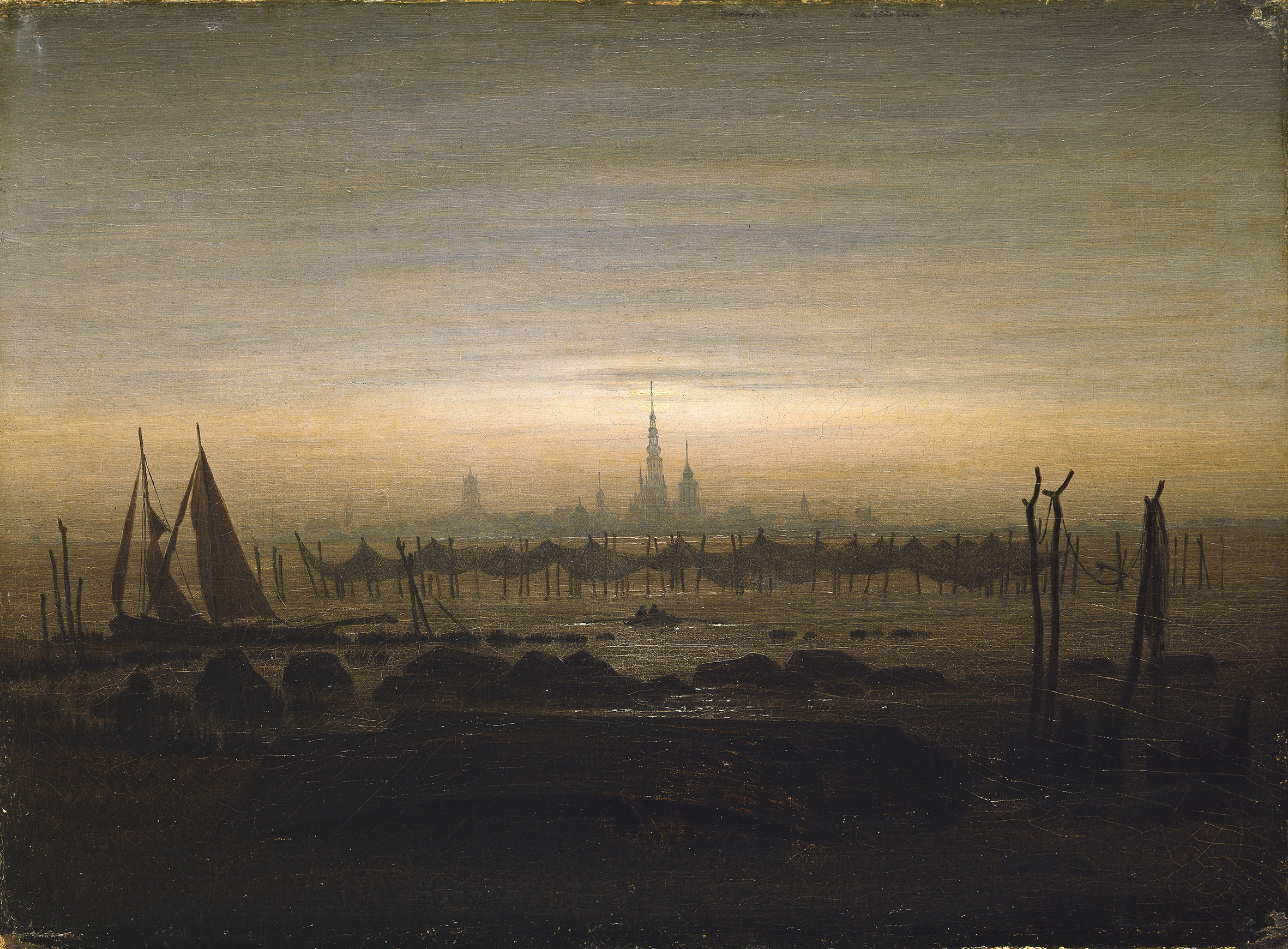
Caspar David Friedrich: Greifswald im Mondschein, 1817
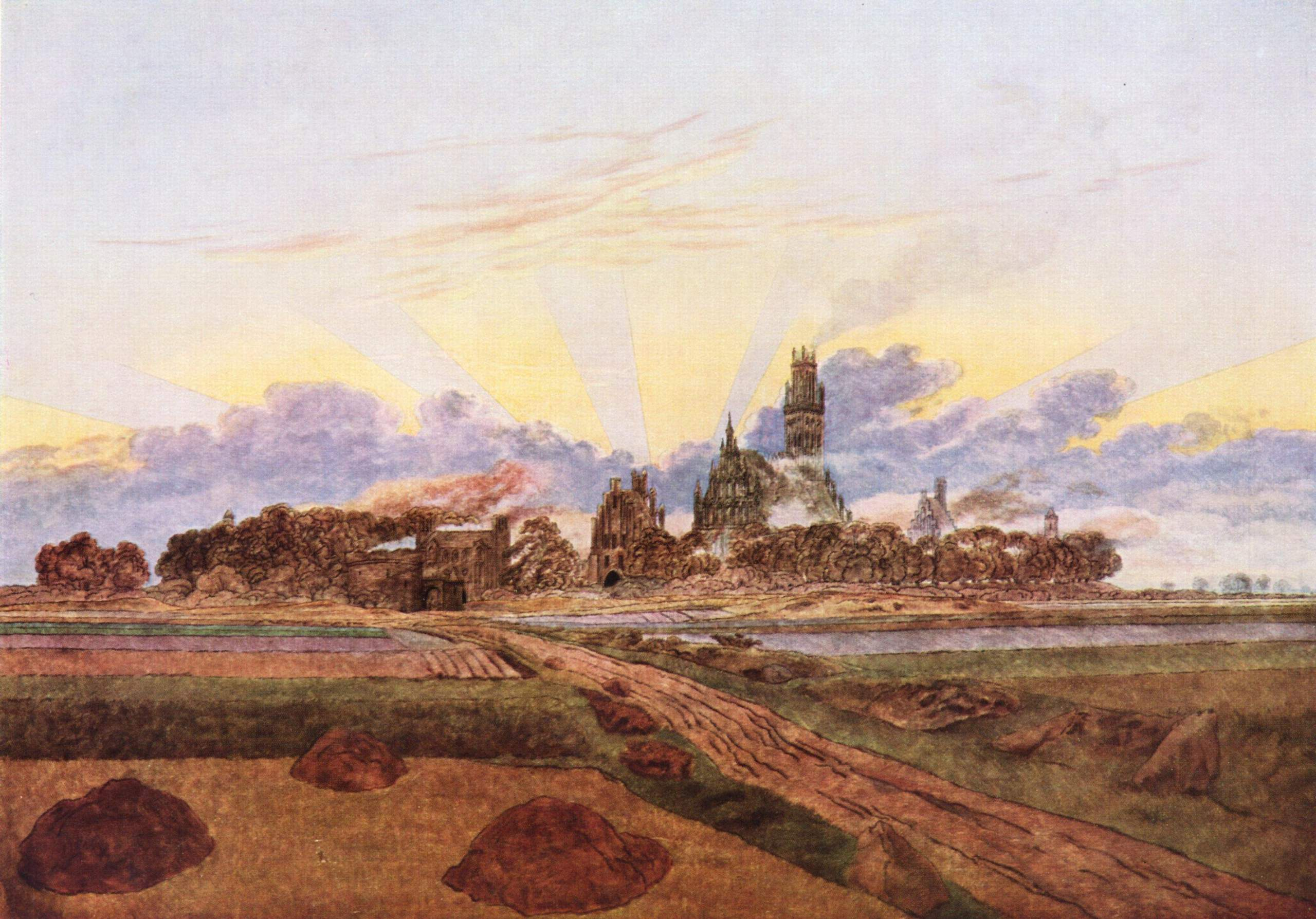
Caspar David Friedrich: Brennendes Neubrandenburg, etwa 1835
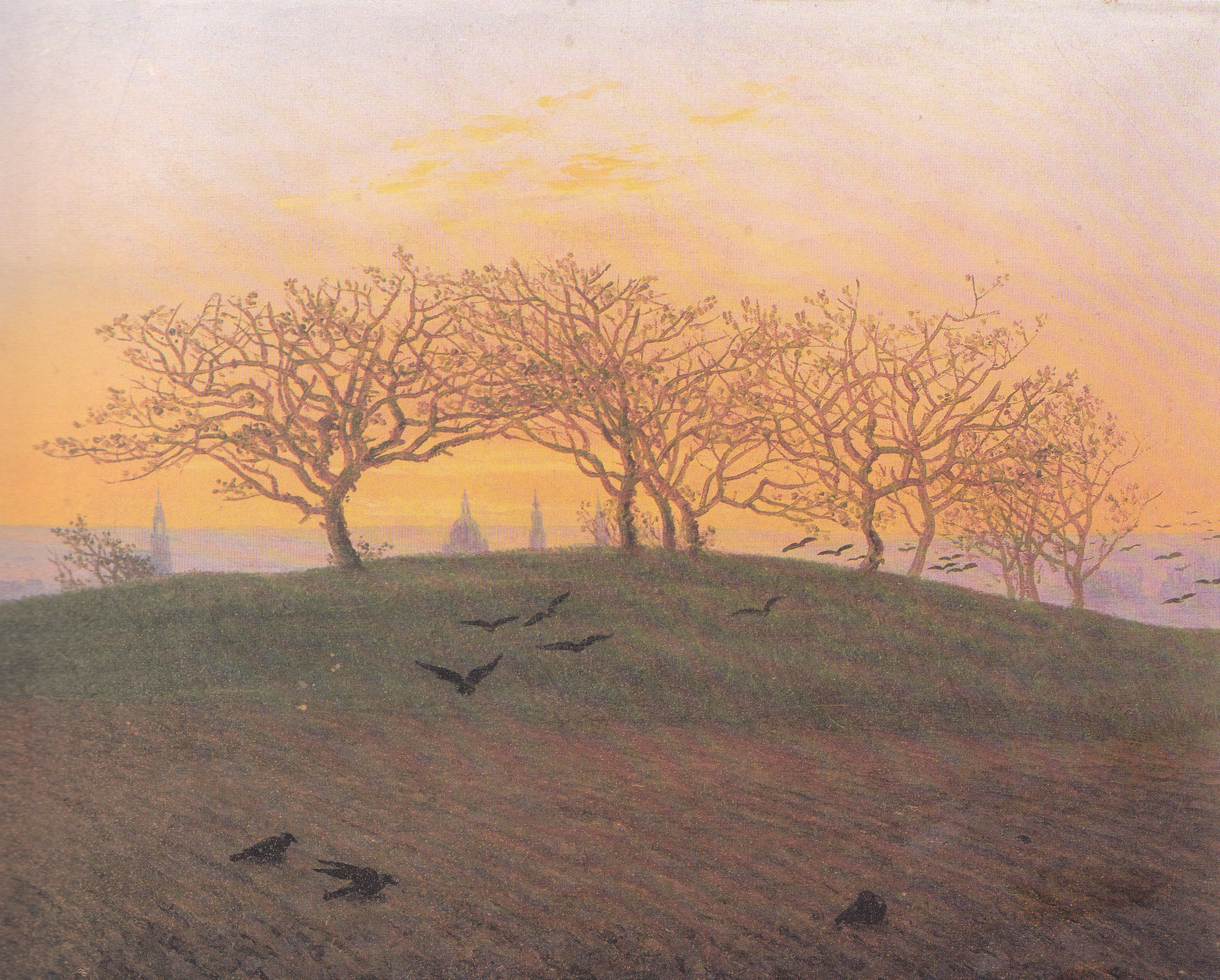
Caspar David Friedrich: Hügel mit Bruchacker bei Dresden, um 1824
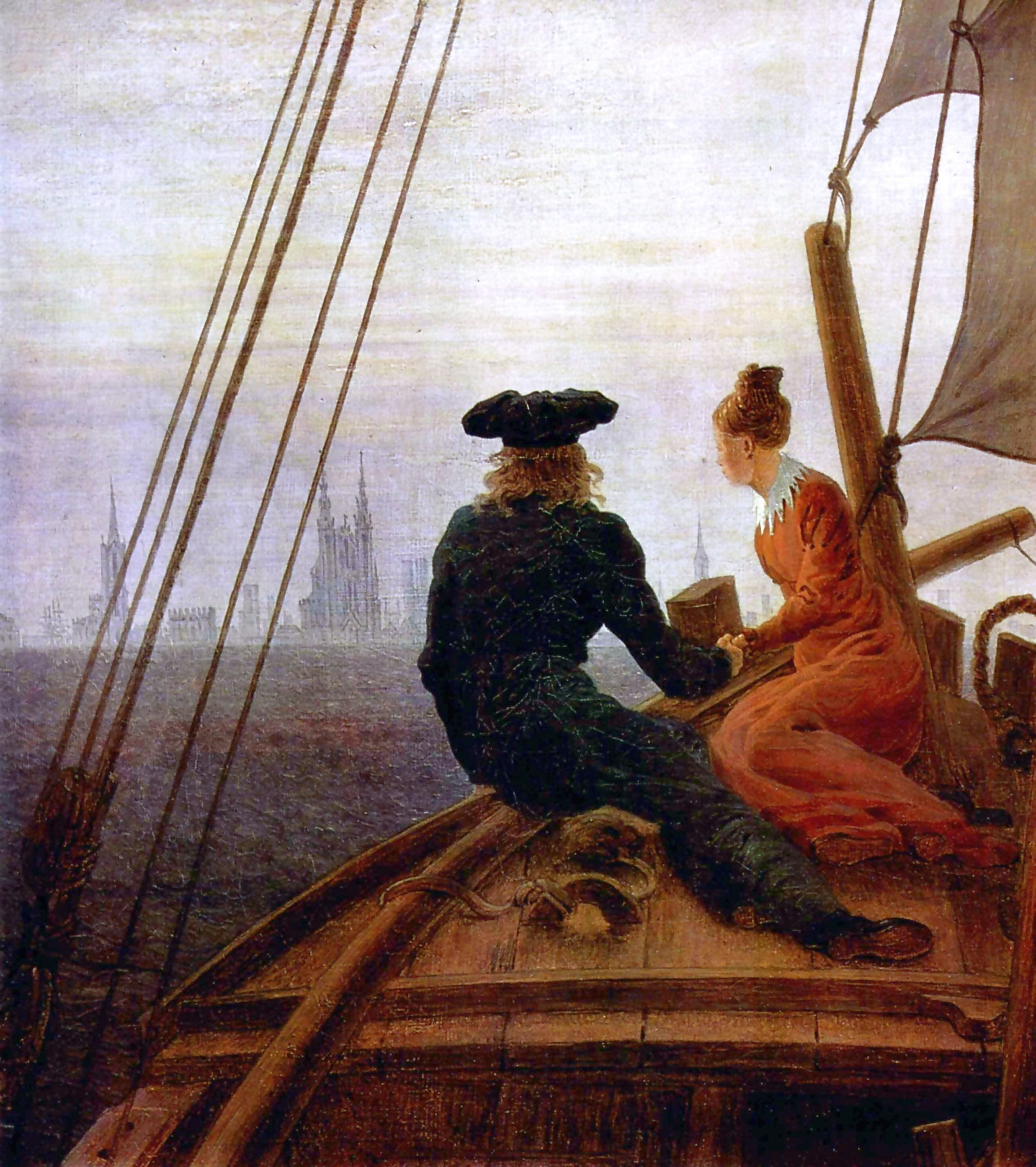
Caspar David Friedrich: Auf dem Segler, 1818
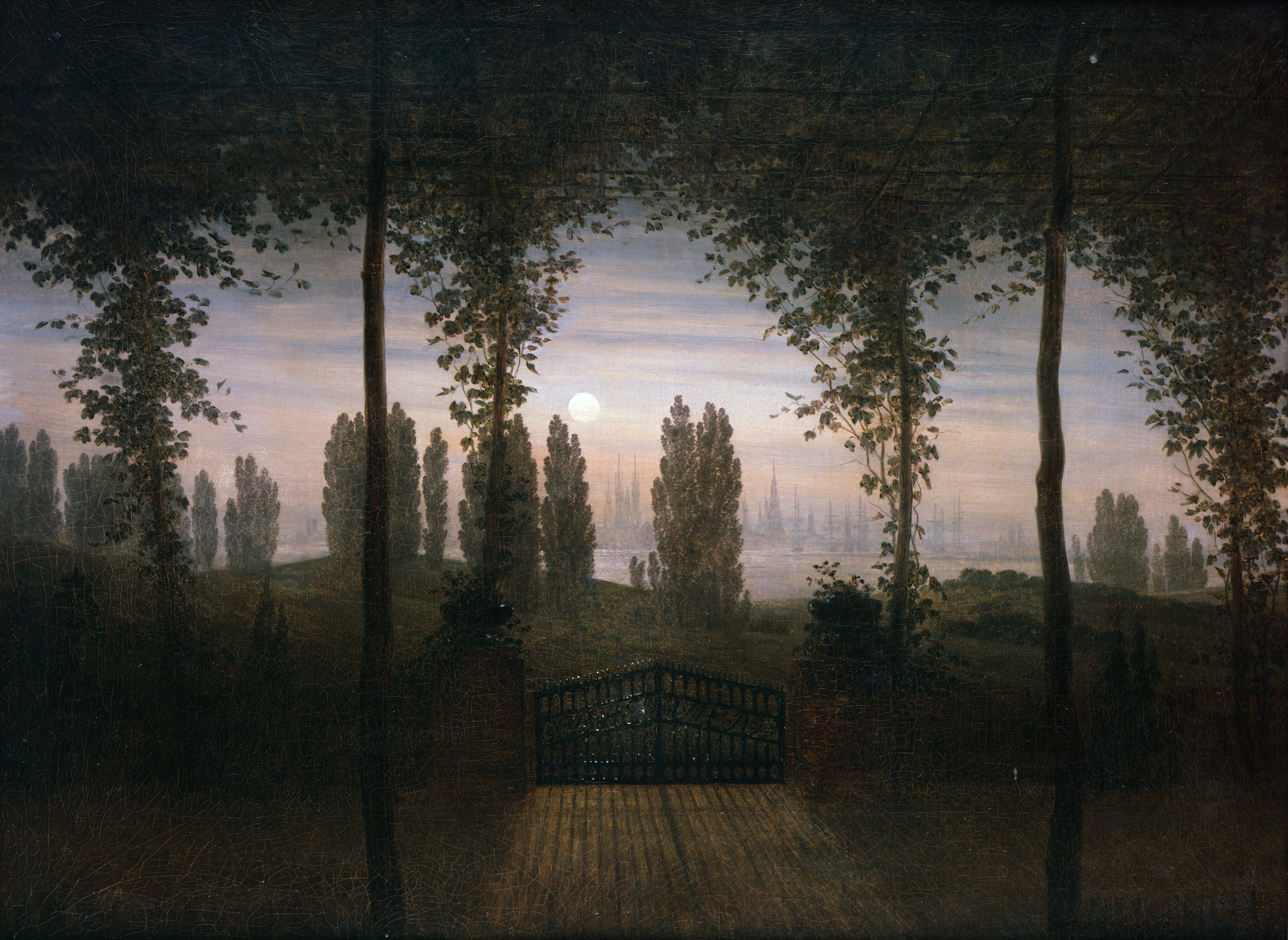
Caspar David Friedrich: Gedächtnisbild für Johann Emanuel Bremer, 1817
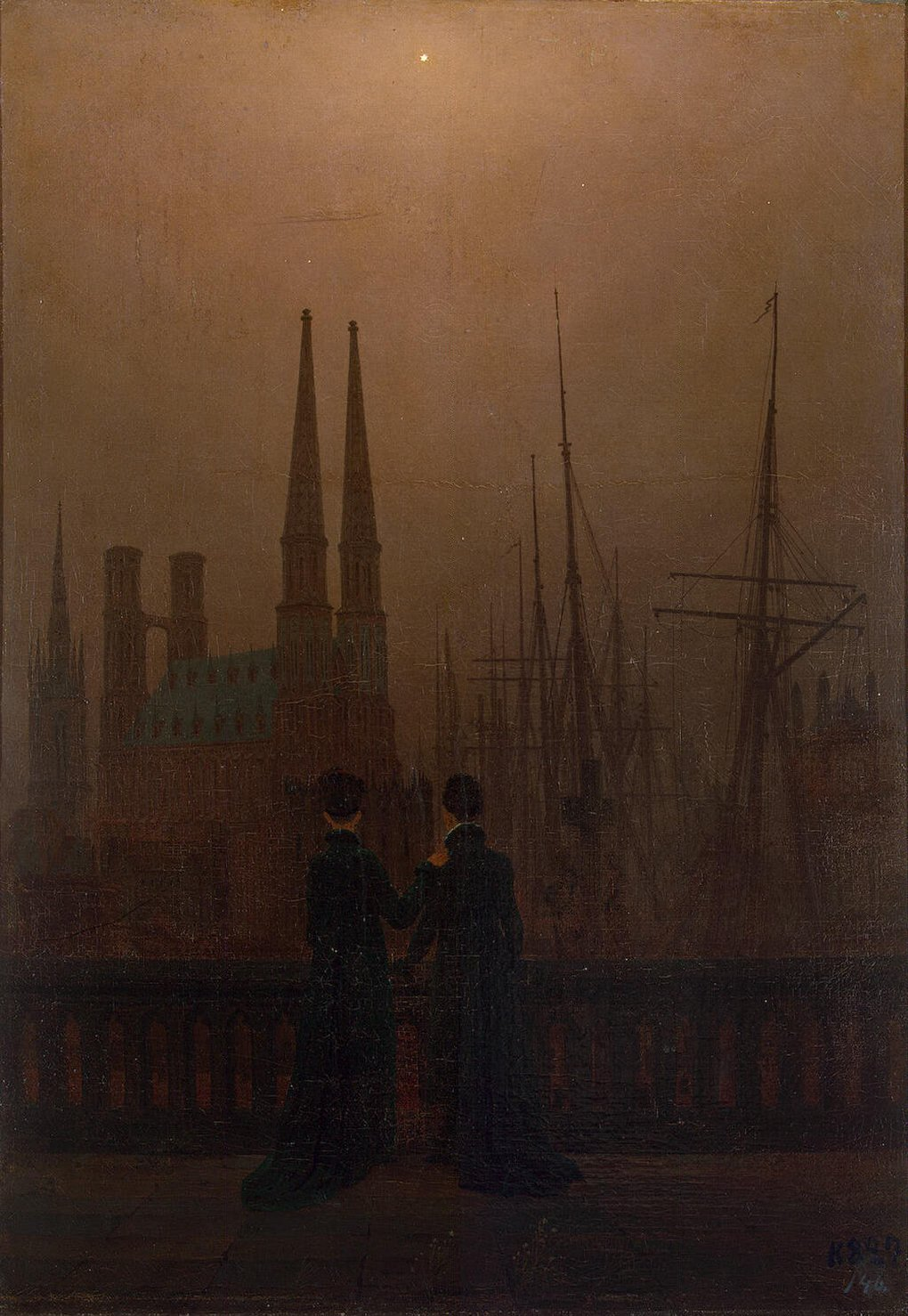
Caspar David Friedrich: Die Schwestern auf dem Söller am Hafen, um 1820

## Ideal der gotischen Stadt

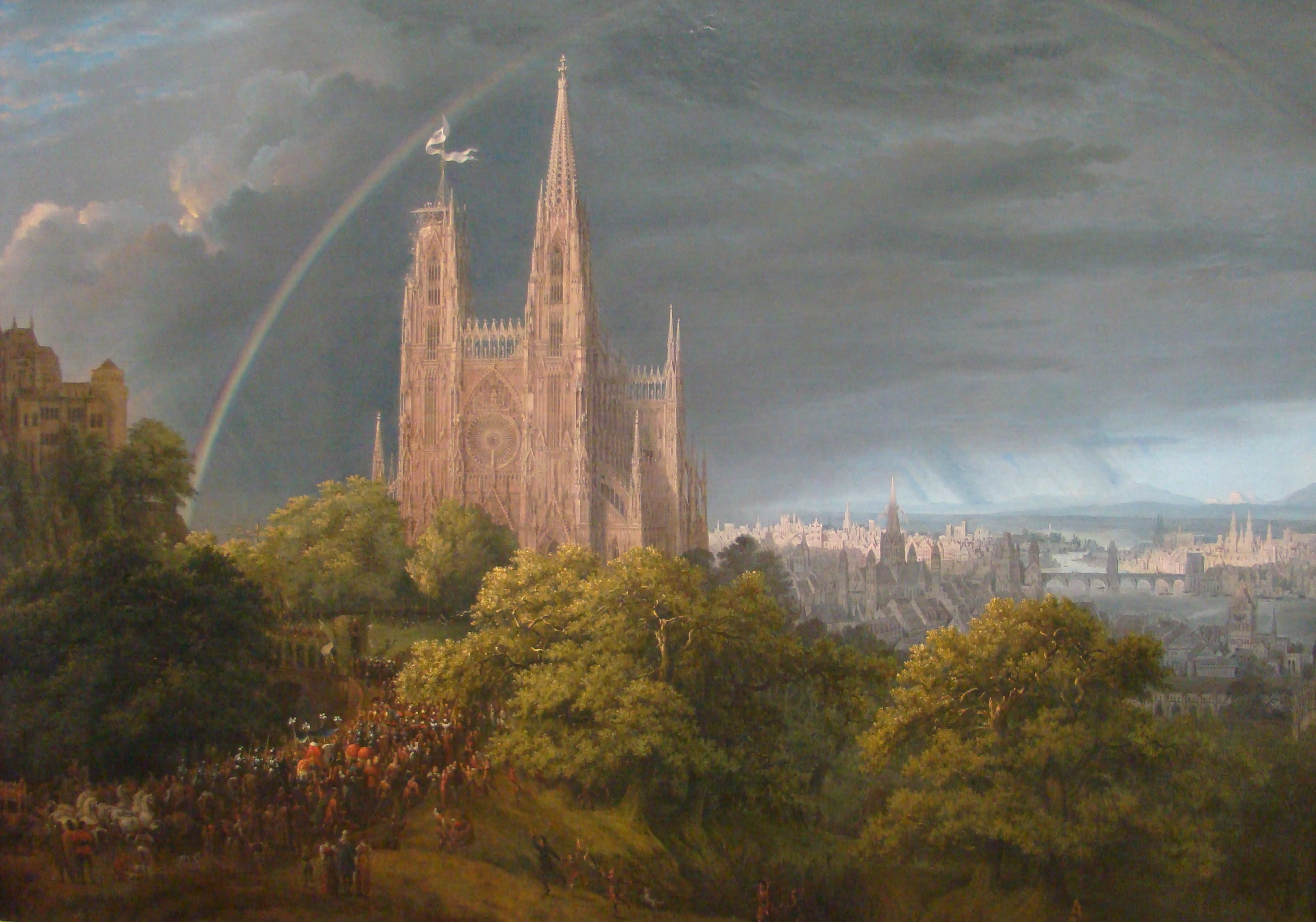
Karl Friedrich Schinkel Mittelalterliche Stadt am Fluss, 1815

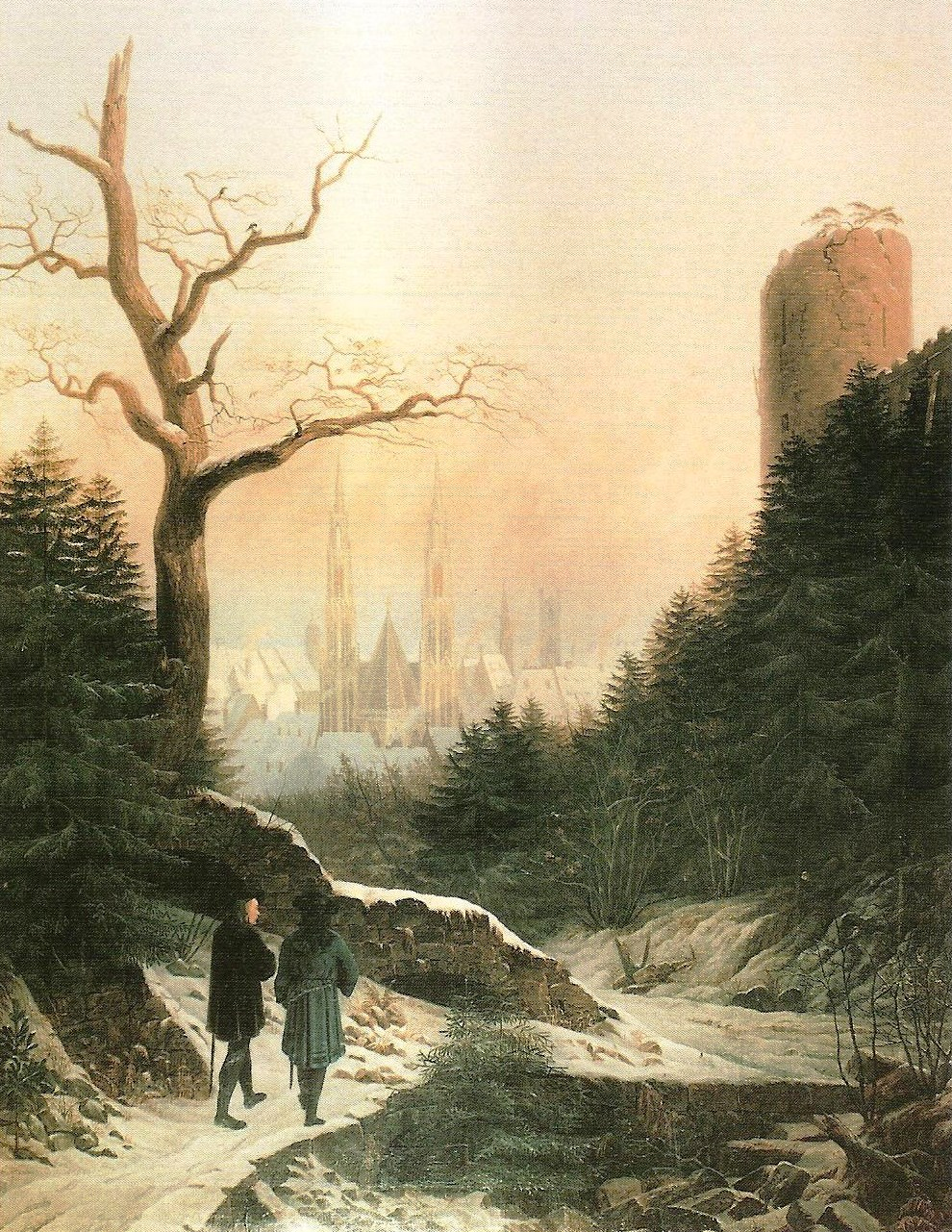
Carl Wilhelm Götzloff: Winterlandschaft mit gotischer Kirche, 1821

Für das Gemälde Neubrandenburg wird im kunstgeschichtlichen Vergleich die 1815 entstandene Mittelalterliche Stadt an einem Fluss von Karl Friedrich Schinkel herangezogen. In beiden Bildern ist der hochgotische Sakralbau das prägende Element der Stadt. Naheliegend ist nach dem Sieg über Napoleon eine nationale Interpretation, denn die Gotik wurde zu dieser Zeit als „deutscher Stil“ bezeichnet und diente als Projektionsfläche für die nationale Identitätsfindung. Aber auch die Romantiker idealisierten mit den gotischen Dombauten die mittelalterliche Stadt. Wilhelm Heinrich Wackenroder entdeckt die pittoreske Schönheit Nürnbergs mit der Beschreibung der Peterskirche. Der von der Gotik-Begeisterung erfasste Maler Carl Wilhelm Götzloff komponierte seine 1821 entstandene Winterlandschaft mit gotischer Kirche ganz nach Vorbild seines Lehrers Caspar David Friedrich. In einer Besprechung des Bildes hieß es: „Wie dieser [Friedrich] scheint er schöne belaubte Bäume zu fliehen, sich an Nadelholz, Schneegestöber, Kirchhof, Mondschein pp zu halten …“ Er sei „ein großer Freund der Deutschtümelei, und sprach sich in seiner vorjährigen Landschaft vollkommen als solcher aus“.

## Rezeption
Der Rügener Pastor Theodor Schwarz schrieb 1834 unter dem Pseudonym „Theodor Melas“ den Roman Erwin von Steinbach oder der Geist der deutschen Baukunst. Der Autor stellt der Romanfigur, dem Dombaumeister Erwin von Steinbach, einen Maler namens Kaspar zu Seite, der in seinem Charakter und in seiner Biografie dicht bei Caspar David Friedrich ist. Maler und Pastor waren gute Freunde. Im Roman gibt sich Kaspar als ein Bewunderer der gotischen Bauweise zu erkennen, der seine Kunst mit der des Baumeisters vergleicht. Erwin von Steinbach stand im Ruf, der alleinige Erbauer des Straßburger Münsters zu sein. 

„Wie ihr Euch der edlen Baukunst hingegeben habt, so werdet Ihr sie auch wie eine Braut besitzen und bewahren. Ich denke im Ganzen so wie Ihr; meine Kunst geht mir über Alles, und so ist ja kein Hinderniß, daß wir, wenn Ihr wollt, näher miteinander bekannt werden.“

## Spenden für Restaurierung
Die 15.000 Euro für die Restaurierung des Gemäldes Neubrandenburg brachte das Pommersche Landesmuseum Greifswald 2008 durch eine ungewöhnliche Spendenaktion zusammen. Das Bild wurde symbolisch in 375 Quadrate unterteilt, die das Museum für jeweils 50 Euro „verkaufte“.

## Naturwissenschaft
Friedrich ist mit der tieforangefarbenen Tönung des Lichtes seiner Sonnenuntergänge möglicherweise ein getreuer Chronist des historischen Vulkanausbruchs am Tambora in Indonesien von 1815 geworden. Die gewaltige Eruption hatte die Luft weltweit verändert. Eine Gruppe um den Physiker Christos Zerefos vom National Observatory in Athen untersuchte Landschaftsmalereien aus den vergangenen fünf Jahrhunderten und verglich die Entstehungszeiten mit Daten der großen Vulkaneruptionen. Die Vulkane blasen so viel Schwefel-Schwebteilchen in die höhere Atmosphäre, dass sich die Erde für einige Jahre merklich abkühlt. Die Aerosole streuen das Sonnenlicht derart, dass besonders farbenprächtige Sonnenuntergänge erzeugt werden.